# Palacio Quemado
El Palacio Quemado (oficialmente Palacio de Gobierno), llamado así tras sufrir un incendio en 1875, es el Palacio Presidencial de mayor importancia en la historia de Bolivia, posteriormente reemplazado por la Casa Grande del Pueblo. Fue sede principal del Poder Ejecutivo boliviano y despacho del presidente de Bolivia en tres periodos no consecutivos, 1853-1875, 1899-2018 y 2019-2020. 
El edificio se encuentra en la Plaza Murillo de la ciudad de La Paz, junto a la Catedral Metropolitana y en diagonal izquierda del edificio antiguo del Palacio Legislativo o parlamento de Bolivia.
Durante los últimos años del gobierno de Evo Morales (2018-2019) dejó de ser utilizado como sede presidencial, ya que se decidió el cambio de las oficinas presidenciales a la Casa Grande del Pueblo. Fue utilizado nuevamente como sede presidencial por un breve periodo, durante el gobierno de Jeanine Áñez (2019-2020).
En la actualidad, durante el gobierno de Luis Arce, es utilizado durante ciertos actos protocolares estatales, en especial durante visitas oficiales de mandatarios y líderes políticos internacionales.

## Historia

### El Cabildo de La Paz
La construcción del palacio se inició en 1559, designándose a los indígenas del repartimiento de Chucuito, Tiahuanaco y Callapa como constructores que realizarían la labor como yanaconas. Otros costos de construcción fueron cubiertos con 12.000 pesos enviados por el Virrey del Perú, Andrés Hurtado de Mendoza, además de contribuciones de los nuevos pobladores. Concluida en 1561 ulteriores añadidos y mejoramientos tuvieron lugar en los últimos años del siglo XVI y el XVII. 
Las primeras gráficas de esta construcción aparecen en 1781 año del cerco a La Paz, cuadros que corresponden a Don Martín de Landaeta; en la que se aprecia la tipología de los cabildos de la época, arcadas en todo el piso bajo y una galería de arcos en el piso alto. La planta del Cabildo se desarrolló en torno a un patio y con una escalera tipo imperial característica de todos los edificios importantes del siglo XVII en La Paz; cubierta de teja en la que no se advierten torres ni espadañas como en la de los cabildos argentinos. El segundo patio del edificio albergaba la cárcel desde donde saliera Pedro Domingo Murillo el 29 de enero de 1810 al cadalso para ser ahorcado.
Tras la independencia, sirvió de casa de gobierno y prefectura de La Paz, donde se recibió solemnemente al Libertador Simón Bolívar en agosto de 1825.

### Palacio de Gobierno

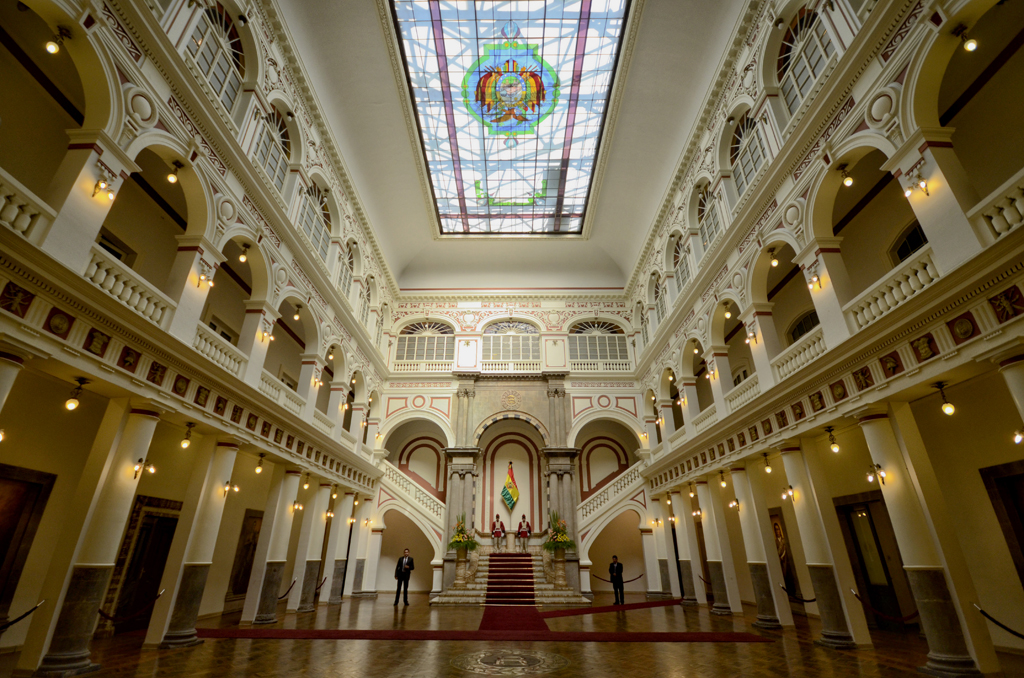
Interior del palacio de gobierno.

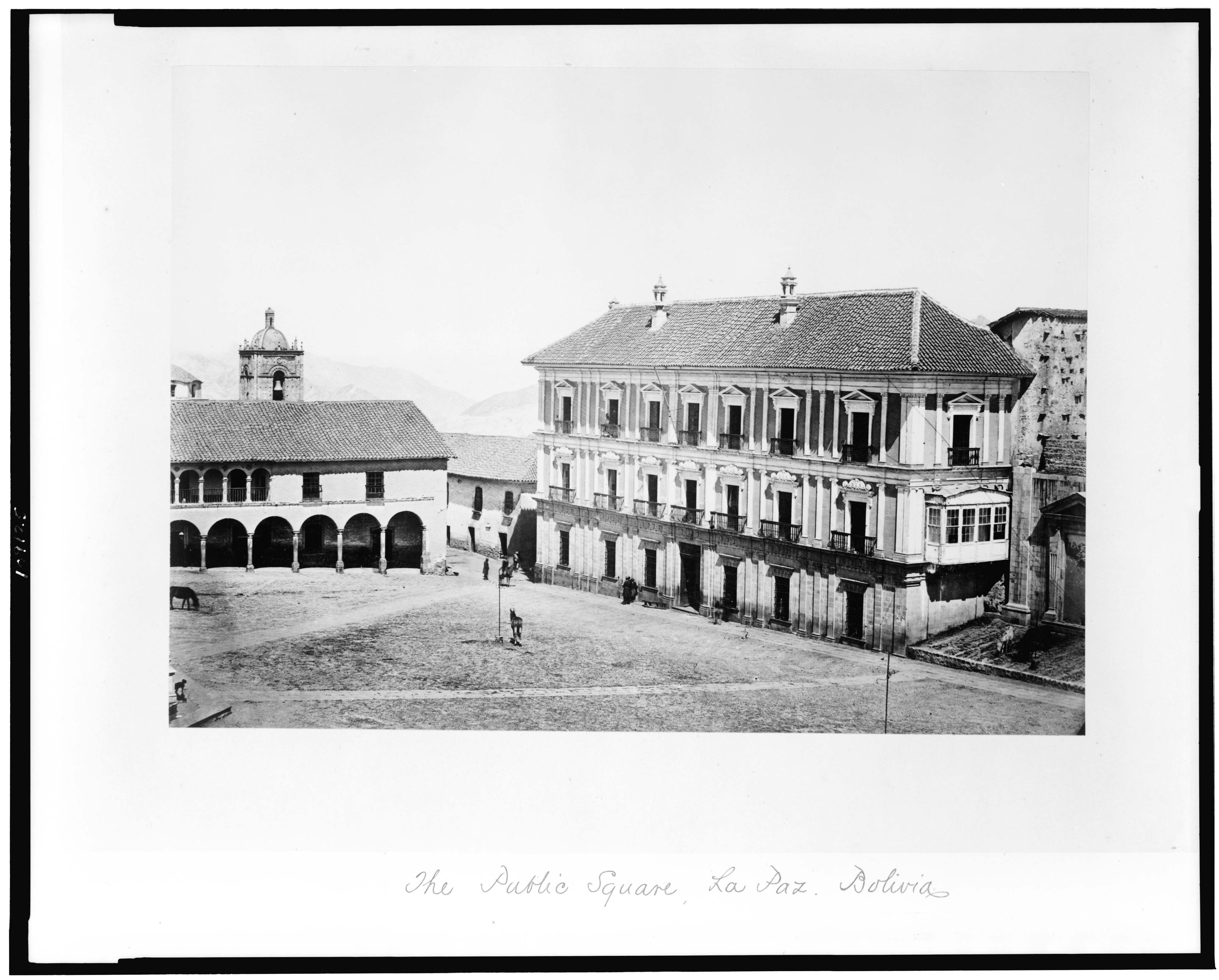
Palacio Quemado, 1868.

El edificio continuó con algunas reformas hasta 1846, año en que el presidente de la república, general José Ballivián ordenó su demolición para dar inicio al nuevo. Lo encargó al más importante arquitecto de la época, Don José Nuñez del Prado, quien había construido el Teatro Municipal de La Paz, inaugurado en 1845 y donde se había estrenado la  Canción Patriótica (himno nacional). La edificación actual tardó en construirse seis años y cuatro meses y lo estrenó el presidente Isidoro Belzu el 25 de marzo de 1853.
En la práctica, iniciada la República el gobierno tuvo dos sedes: Sucre y La Paz, esta última la más importante ciudad de la Altipampa y la más próxima al Perú, cuya interdependencia con Bolivia fue intensa en el siglo XIX. De tal modo que los gobernantes se alternaban en ambas ciudades y con frecuencia se establecían más en La Paz que en Sucre u otra ciudad boliviana de la época.
Uno de los casos más curiosos que refleja la importancia de La Paz para el gobierno, fue que se construyó el primer palacio de gobierno en ella y no en Sucre; La Paz tenía importancia geopolíticamente hablando, lo que alimentó la susceptibilidad chuquisaqueña por  la Guerra del Pacífico que daría lugar a la Guerra Federal por la sanción de la «Ley de Radicatoria» de 1898 que obligaba al Presidente de la república, a residir permanentemente en la capital de la república y pedir autorización legislativa para moverse fuera de ésta.
En este edificio murió el general Belzu cuando creyó vencer al general Mariano Melgarejo. En medio de la celebración del triunfo fue victimado por un riflero que acompañaba a Melgarejo durante su entrada al Palacio de Gobierno, según relata General Narciso Campero que fuera testigo del hecho.
Al respecto el historiador O'Connor D'Arlach comenta:

Dejó tendido, envuelto en su propia sangre el cadáver del ídolo del pueblo, del ilustre general Belzu, y saliendo a uno de los balcones, se presenta a la muchedumbre y exclama: - Belzu ha muerto! ¿Quién vive ahora? Y algunas voces contestaron: ¡Viva Melgarejo!

### Palacio Quemado

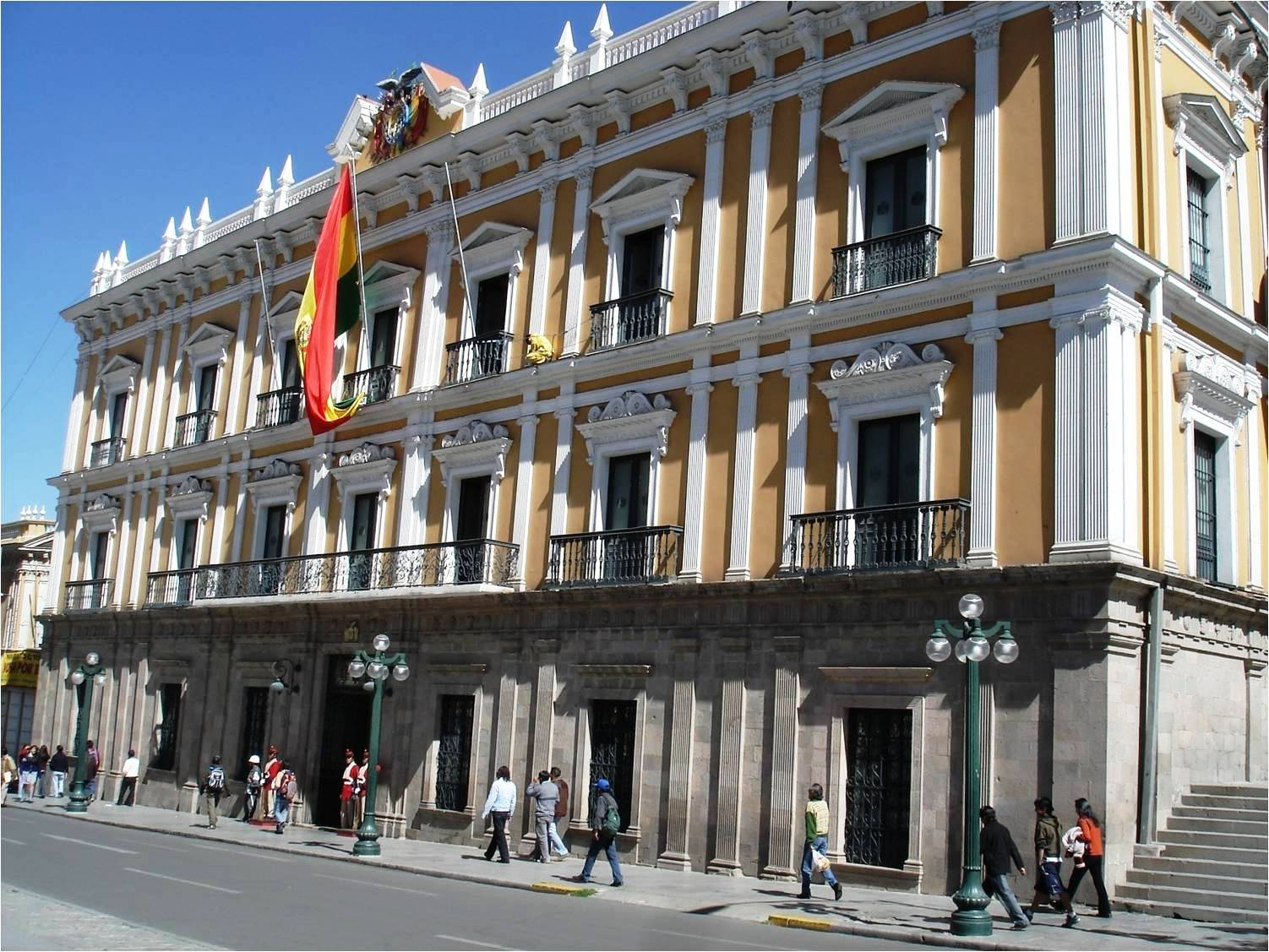
Palacio de gobierno de Bolivia, popularmente conocido como el Palacio Quemado.

El origen del sobrenombre del edificio se remonta al 20 de marzo de 1875 durante el gobierno de Tomás Frías cuando una turba comandada por Carlos Ressini y Modesto Moscoso quiso asaltar el edificio y haciéndose imposible el acometimiento, arrojaron antorchas encendidas desde la Catedral. Tras el incendio el edificio quedó en la práctica inhabitable perdiendo el tejado original con sus armaduras y destruyéndose el interior por la caída del tercer piso. 
En 1882 se comenzó su restauración, mientras se usaba como palacio entre 1875 y 1882 el edificio situado a una cuadra en la esquina de las calles Potosí y Ayacucho, de ahí el denominativo de «Palacio Chico» para el inmueble que hoy es sede del «Viceministerio de Culturas» . Desde allí dirigirían el gobierno Tomás Frías e Hilarión Daza, este último gobernó desde Tacna durante la Guerra del Pacífico. Los gobiernos comprendidos entre la presidencia del general Narciso Campero y la de Fernández Alonso tuvieron como sede inamovible a Sucre, acelerando la conclusión del monumental Palacio Nacional en esta ciudad, que solo llegaría a ser ocupado por el doctor Fernández Alonso; Campero y Pacheco gobernaron desde el antiguo Palacio Arzobispal que fue confiscado a la Arquidiócesis en el gobierno de Antonio José de Sucre, Arce gobernó desde su Palacete La Florida y Baptista desde su domicilio particular. 
En 1899 se convierte oficialmente en la «Sede presidencial» como epílogo de la Guerra Federal, dejando el suntuoso Palacio Nacional de Sucre, hoy Palacio de Gobernación de Chuquisaca. 
En 1913, durante el segundo gobierno del presidente Ismael Montes se realiza una importante remodelación; pero es en 1923 cuando el presidente Bautista Saavedra, en las proximidades del centenario de la República, ordena una remodelación total que hace a su actual estructura interior y en parte exterior, con patio enfarolado convertido en vestíbulo principal eliminando las caballerizas y la sustitución del tejado alto por un techo metálico de zinc que no es visible desde la calle.
El 21 de julio de 1946 una revuelta asalta el edificio y asesinan al presidente Gualberto Villarroel, para luego arrojarlo por uno de los balcones del edificio hacia la Plaza Murillo y arrastrar el cadáver para colgarlo de una farola de donde fue vejado y maltratado junto a los cuerpos de sus edecanes que corrieron la misma suerte.

### Remodelaciones y cambios

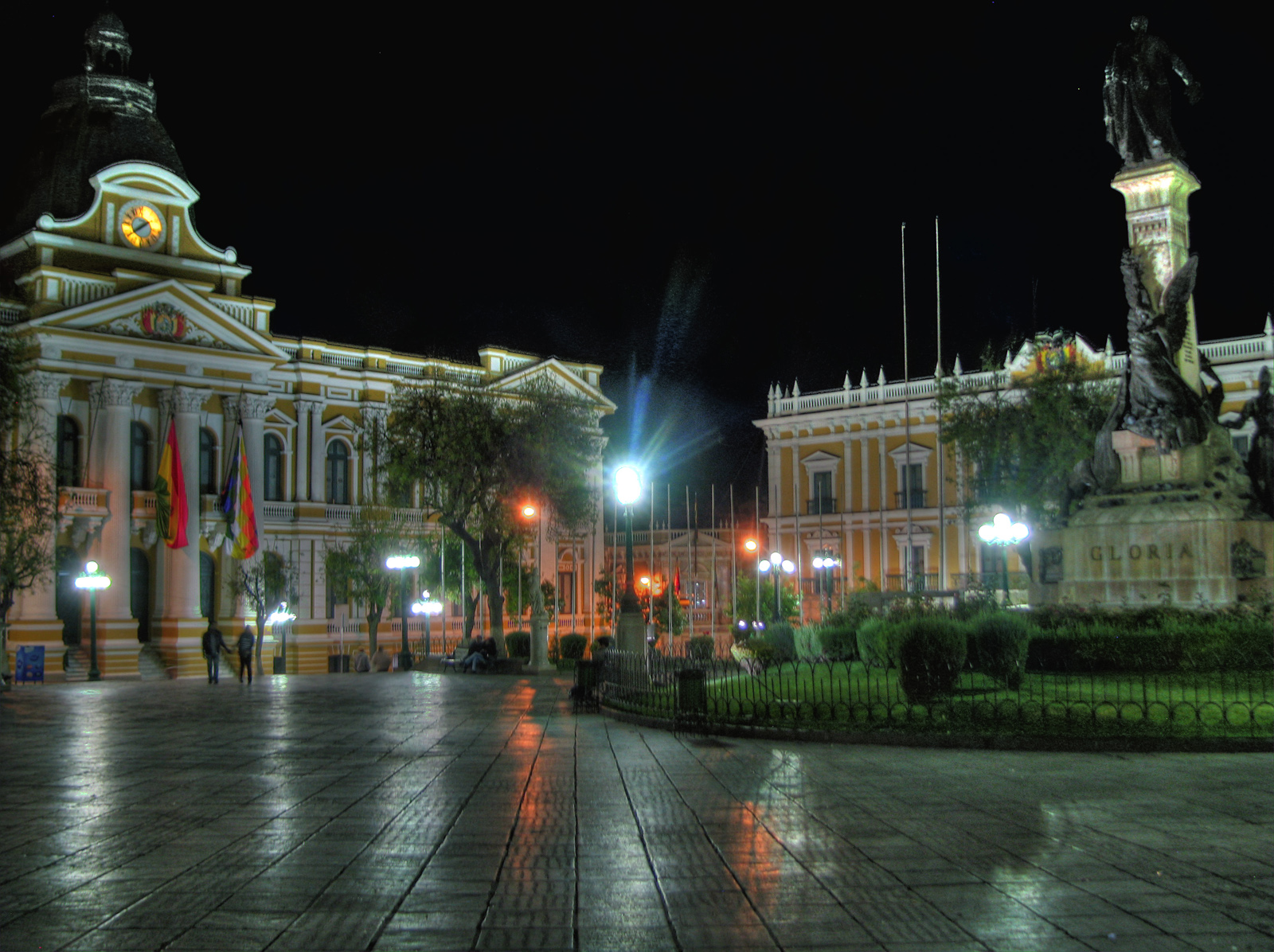
Vista nocturna del Palacio Quemado junto al Palacio Legislativo.

Durante el gobierno de la Revolución Nacional, el presidente Víctor Paz Estenssoro ordenó mejoras en su despacho sumámdole a este el área correspondiente a la sala de gabinete. Encargó al artista Miguel Alandia Pantoja un mural alegórico a la Revolución Nacional que se exhibía en las gradas principales o escalinata, esta obra fue posteriormente destruida por órdenes del presidente Gral. Barrientos por sus referencias críticas al ejército. También se hizo la colocación del mármol en el arco de ingreso al vestíbulo y de las gradas principales; se instaló un ascensor en la parte posterior de la escalinata.
En 1973 durante el gobierno del Gral. Banzer, se encargó una ampliación en la parte posterior del edificio; a la vez que se intentó construir un helipuerto sobre la cubierta. Durante ésta gestión se deja de utilizar el tercer piso como residencia presidencial y se inicia y culmina la construcción de la «Residencia Presidencial de San Jorge» en el barrio de San Jorge de La Paz.
En la gestión de Jaime Paz Zamora se inició la remodelación interior dándole al Palacio Quemado sus colores originales, crema y pardo con delineamientos de bermellón, particularmente, en el vestíbulo principal. A manera de residencia eventual se habilitó nuevamente el tercer piso en el que se construyó un dormitorio con baño privado, decorándose ambos con artículos rescatados de los anticuarios. Se habilitó el Salón de Presidentes a manera de museo con los retratos pintados por varios artistas de todos los gobernantes del país.
El año 2001 el presidente Jorge Quiroga, modernizó el edificio con la instalación de equipos de informática y la instalación de blindaje en las ventanas del despacho presidencial.
En la gestión del presidente Carlos Mesa se realizaron trabajos de restauración integral al edificio. Se blindaron todas las ventanas del Palacio, se instalaron: nuevo servicio sanitario y eléctrico, redes de comunicación, sistema de seguridad y un moderno generador autónomo de electricidad; nuevos techos y cambio de los cristales del plafón del vestíbulo principal, restauración de la fachada principal y otros pormenores. Se recuperaron obras de arte de gran valor alojadas en los depósitos del Museo Nacional de Arte. En la práctica se acondicionó y refaccionó el edificio intentando devolverle su decoración original de 1923.

### Uso actual
A finales del 2018 dejó de funcionar como sede de las oficinas gubernamentales, proyectándose convertir el Palacio Quemado en un museo.
En 2019, la UNESCO otorgó al Palacio Quemado el Escudo Azul, un emblema distintivo creado en 1954 para la protección de bienes culturales. Tras la renuncia de Evo Morales y la asunción de Jeanine Añez, se volvió a utilizar Palacio Quemado como el asiento principal la presidencia; Añez rechazó ingresar al nuevo edificio añadiendo que el próximo Gobierno decidirá qué hacer con él. Sin embargo el presidente Luis Arce decidió utilizar como palacio de gobierno a la Casa Grande del Pueblo, dejando al Palacio Quemado como museo.

## Estilo arquitectónico
El edificio fue estrenado el 25 de marzo de 1853 durante le gobierno del presidente Manuel Isidoro Belzú. Es de forma rectangular 37 por 39 metros, la altura de la fachada principal frente a la Plaza Murillo es de 15 metros aproximadamente, la fachada lateral colindante con la calle Ayacucho llega a ganar un piso en el subsuelo, mismo que se refleja en la fachada por la pendiente de la vía.
Es de estilo neoclásico siendo la fachada compuesta de pilares sobrepuestos, la primera planta contiene pilastras dóricas; la segunda, jónicas; y la tercera corintias. Las ventanas son coronadas por cornisas simples en la primera planta, en la segunda por volutas haciendo juego con el orden jónico de las pilastras; y en la tercera planta por cornisas frontón-triangulares. Cada ventana-puerta posee un balcón, salvo el Salón Rojo, que posee uno largo en medio del segundo piso y se accede a este por tres puertas, izquierda; centro y derecha, los balcones son decorados por balaustrada de fierro torneado.
El interior donde se encuentra el Vestíbulo principal o Hall, está decorado con soportes de orden dórico, tiene una bella escalinata imperial de mármol. Un arco de medio punto compuesto por dovelas de mármol amarillo y negro abre paso a la segunda planta, en la que se encuentran las reparticiones principales del edificio, sustentadas de igual manera por pilares jónicos. 
Los muros fueron construidos en el primer cuerpo de piedra, algunos autores señalan con piedras arqueológicas traídas desde Tiahuanaco, versión cuestionada considerando que existe piedra en abundancia en los alrededores de La Paz y Tiahuanaco se encuentra aproximadamente a 50 kilómetros del  lugar; la segunda y tercera planta son de ladrillo y adobe. 

### Salón Rojo
Usado para recepciones y reuniones, está en el segundo piso y colinda con la Plaza Murillo, posee un solo balcón al que se accede por tres puertas; su nombre se debe al color de la alfombra y el cortinaje. Iluminado con arañas de mediano porte y pinturas relativas a la Independencia y las contiendas que tuvo el país; el mobiliario es de Estilo Luis XVI con tapiz bermellón matizado con tonos crema y rosa.

### Salón de los Espejos
Se ubica en la segunda planta, colindante a la calle Ayacucho; su uso es comúnmente protocolar, se recibe al Cuerpo diplomático acreditado en Bolivia en ceremonias o recepciones de Estado, ante todo cuando los embajadores presentan sus Cartas Credenciales al Jefe de Estado. Su decoración la componen espejos biselados, enmarcados con pan de oro a manera de pinturas, el único cuadro existente es del primer mapa de Bolivia situado en la parte principal del Salón donde se acomoda el Jefe de Estado; el cortinaje es de color verde esmeralda, piso de parqué, sillones estilo Rococó con tapicería Beauvais; medianas arañas flanqueadas por pantallas esféricas para la iluminación.

### Salón de presidentes
Conocido también como Salón de Retratos, ubicado en la primera planta; es un museo en miniatura donde se exhiben pinturas de los ex gobernantes, uniformes históricos de la Guardia Presidencial, trajes por época que eran usados por los gobernantes, banderas históricas.Posee una pequeña biblioteca; el piso es decorado por una larga y angosta alfombra roja sobre un piso de Parqué simple.

### Comedor Principal
Usado para almuerzos o cenas protocolares. Se ubica en el segundo piso colindante con la catedral que se puede ver por la única ventana sin balcón del edificio. El mobiliario corresponde al estilo Rococó, la mesa se ubica sobre una larga alfombra en color arena con detalles marrón sobre el piso de parqué Siena; remata un cortinaje en tono ante.

### Salón del Gabinete
Contiguo al Despacho Presidencial, en el tercer piso; es un ambiente ocupado por una mesa oval y varias sillas de estilo Luis XVI y una silla singular por su tallado y por llevar el escudo de Bolivia en la parte superior; todas las sillas tapizadas en cuero marrón. Detrás de la silla que encabeza el conjunto, hay un óleo del mariscal Andrés de Santa Cruz flanqueado por dos puertas que conectan con el Despacho Presidencial; el resto del área se compone por lámparas de pared al estilo candelabro, una sobria araña; rematan unos enchapes de mármol blanco navajo y cuatro columnas jónicas en cada rincón del Salón.

### Despacho Presidencial
Ubicado en la tercera planta, es un despacho moderno y funcional; el escritorio es de caoba tallada. Detrás se ubica un cuadro del mariscal Andrés de Santa Cruz en otra fisionomía; delante el escritorio, hay un saloncillo tapizado en azul y gris con matices, más un pequeño comedor de estilo ecléctico como el resto del mobiliario.

### Dormitorio Presidencial
En la tercera planta, es una eventual área de reposo para el Presidente de la República, contiguo a la catedral, se aloja allí una cama de plata de diseño ecléctico; posee una pequeña sala decorada en tonos rosa que conecta a una pequeña escalinata similar a la principal del Hall del edificio hacia el segundo piso, un baño privado acondicionado en la década de 1990, con servicios recuperados de anticuarios.

### Ministerio de la Presidencia
Ubicado en el tercer piso, colinda con la calle Ayacucho, es otra oficina funcional y moderna, ocupada por el ministro de turno, encargado de asistir al Jefe de Estado.

### Gaceta Oficial del Estado y visitas al recinto
Ubicada en el subsuelo, es la entidad principal que reparte boletines oficiales del Gobierno y las leyes, decretos, resoluciones y ordenanzas promulgadas por el Poder Ejecutivo.
La entrada y atención al público se da por la puerta lateral de la calle Ayacucho.

## Hechos sobresalientes
Es un hecho que el presidente Gral. Mariano Melgarejo, nunca ocupó el edificio, debido principalmente a su carácter itinerante en territorio nacional, sofocando subversiones ante todo; se cuenta que cuando estaba en La Paz usaba como sede de sus funciones el Palacio Arzobispal, ubicado en la esquina de las calles Bolívar y A. Ballivían, debido a que Melgarejo le temía al espíritu del Gral. Isidoro Belzu  a quien se había ejecutado en plena escalinata principal durante la revuelta encabezada por Melgarejo. 
El presidente Andrés de Santa Cruz, durante sus estadías en La Paz desde donde gobernó la mayor parte de su gestión, tenía el despacho en su propio domicilio, hoy el Colegio San Calixto; a partir de 1836 que gobernaba desde el Perú como Supremo Protector de la Confederación. Se cuenta que este gobernante mandó a trazar y construir este edificio durante su gestión.
En este mismo edificio fue muerto por un disparo el presidente Gral. Agustín Morales, cuando en uno de sus comunes arrebatos de cólera golpeó a sus edecanes, uno de ellos Federico Lafaye sobrino carnal del presidente, no tolerando más el ultraje, desenfundó su revólver y le disparó cayendo el presidente herido y muriendo a las pocas horas. 
Años después en el mismo inmueble, se dice que el presidente Germán Busch Becerra abofeteó al escritor Alcides Arguedas tras haberle solicitado su colaboración en la Cartera de Educación, Arguedas replicó que solo no podría hacerlo a lo que Busch montado en ira por la negativa, replicó: «Pero sí, solo puede escribir tanta injuria contra la nación» (refiriéndose al ensayo Pueblo Enfermo), lanzándole al escritor un par de cachetadas. Se menciona que abofeteó tanto al autor que hizo que le sangraran las mejillas.
Otra historia menciona que los espíritus de los mártires del incendio de 1875 y los sacrificados en 1946, pululan dentro y en los alrededores de Palacio Quemado a muy altas horas de la noche y que es posible oír sus llantos cuando se transita por las calles Ayacucho y Comercio.    